# 九州大学病院別府病院
九州大学病院別府病院（きゅうしゅうだいがくびょういんべっぷびょういん）は、大分県別府市にある九州大学医学部・歯学部附属の大学病院である。地元では、前身機関の略称である「温研」、「生医研」と呼ばれる。病院の理念は「患者さんに満足され、医療人も満足する医療の実現を目指します」。

## 概要
1931年（昭和6年）、当時の九州帝国大学が温泉を活用した温熱療法等の研究を行うために、別府温泉で知られる別府市に日本の大学で初めての温泉療法の研究施設である温泉治療学研究所を設置。温泉治療学研究所には診療部門として内科が設置された。
その後、数度の組織改編を経て、研究部門は九州大学生体防御医学研究所の一部となり（2011年（平成23年）3月に別府地区は廃止）、診療部門が当病院となって、温泉療法医によるリハビリテーションなど温泉を活用する臨床研究も行われている。

## 九州大学温泉治療学研究所
量、種類ともに豊かな温泉資源に恵まれた別府温泉では、1912年（明治45年）に陸軍病院、1925年（大正14年）に海軍病院（現国立病院機構別府医療センター）が開設され、温泉療法が実践されていた。
1931年（昭和6年）には、日本の大学で初めての温泉療法の研究施設として、九州大学温泉治療学研究所が開設された。本研究所では、温泉療法の科学的研究が行われ、リウマチや膠原病といった内科疾患をはじめとする各種疾病の治療への温泉の活用などが試みられた。研究領域は徐々に拡大し、1959年（昭和34年）には温泉理学部門が増設されて、リハビリへの温泉の活用の研究も行われた。

## 診療科
- 免疫・血液・代謝内科
- 循環・呼吸・老年病内科
- 外科（一般外科、消化器外科、乳腺外科）
- 放射線科
- 整形外科
- 麻酔科
- リハビリテーション科

## 沿革
- 1931年（昭和6年）10月31日 - 勅令第266号により定められた温泉治療学研究所管制に基づき、九州帝国大学に温泉治療学研究所を附置。診療科として内科が設置される。
- 1936年（昭和11年）4月1日 - 診療科として外科増設。
- 1949年（昭和24年）5月31日 - 国立学校設置法により九州帝国大学が九州大学となり、温泉治療学研究所はその附置研究所となる。
- 1954年（昭和29年）4月1日 - 診療科として産婦人科増設。
- 1956年（昭和31年）4月1日 - 診療科として皮膚泌尿器科増設。
- 1964年（昭和39年）4月1日 - 温泉治療学研究所附属病院設置。診療科として内科、外科、産婦人科、皮膚泌尿器科を置くとともに、薬剤部を置く。
- 1968年（昭和43年）4月1日 - 診療科として温泉地生気候内科増設。
- 1973年（昭和48年）4月1日 - 診療施設としてリハビリテーション部設置。
- 1977年（昭和52年）4月1日 - 看護部設置。
- 1977年（昭和52年）10月1日 - 検査部設置。
- 1982年（昭和57年）4月1日 - 温泉治療学研究所及び医学部附属癌研究施設が改組・統合されて生体防御医学研究所となるとともに、温泉治療学研究所附属病院は生体防御医学研究所附属病院となる。
- 1990年（平成2年）6月8日 - 皮膚泌尿器科を体質代謝内科に変更。
- 1992年（平成4年）4月10日 - 内科をリウマチ膠原病内科、外科を腫瘍外科、産婦人科を生殖内分泌婦人科に変更。
- 1995年（平成7年）4月1日 - 手術部設置。
- 2003年（平成15年）10月1日 - 医学部附属病院、歯学部附属病院、生体防御医学研究所附属病院が統合されて九州大学病院となるとともに、生体防御医学研究所附属病院を別府先進医療センターに改組。以下の診療科を置く。
  - 免疫・生活習慣病内科
    - 免疫・血液・代謝内科専門診療科
    - 循環・呼吸・老年病内科専門診療科

  - がん治療科
    - 外科専門診療科
    - 産婦人科専門診療科
- 2006年（平成18年）5月1日 - 産婦人科が福岡地区に移転。
- 2006年（平成18年）6月1日 - 療養病床開設。
- 2009年（平成21年）2月1日 - 診療科として放射線科設置。
- 2011年（平成23年）4月1日 - 生体防御医学研究所から九州大学病院に移管され、九州大学病院別府病院に名称変更。診療科として整形外科設置。
- 2012年（平成24年）1月1日 - 診療科として麻酔科設置。

## 交通
- JR九州日豊本線別府駅より亀の井バスで約10分、九大別府病院停留所下車